# Cervarese Santa Croce
Cervarese Santa Croce ist eine nordostitalienische Gemeinde (comune) mit 5579 Einwohnern (Stand 31. Dezember 2023) in der Provinz Padua in Venetien. Die Gemeinde liegt etwa 14,5 Kilometer westnordwestlich von Padua am Bacchiglione. Cervarese Santa Croce grenzt unmittelbar an die Provinz Vicenza und ist Teil des Parco regionale dei Colli Euganei. Der Verwaltungssitz der Gemeinde befindet sich im Ortsteil Fossona.

## Söhne und Töchter
- José Foralosso (1938–2012), katholischer Ordensgeistlicher, Bischof von Marabá